# القصير (الحاجب)

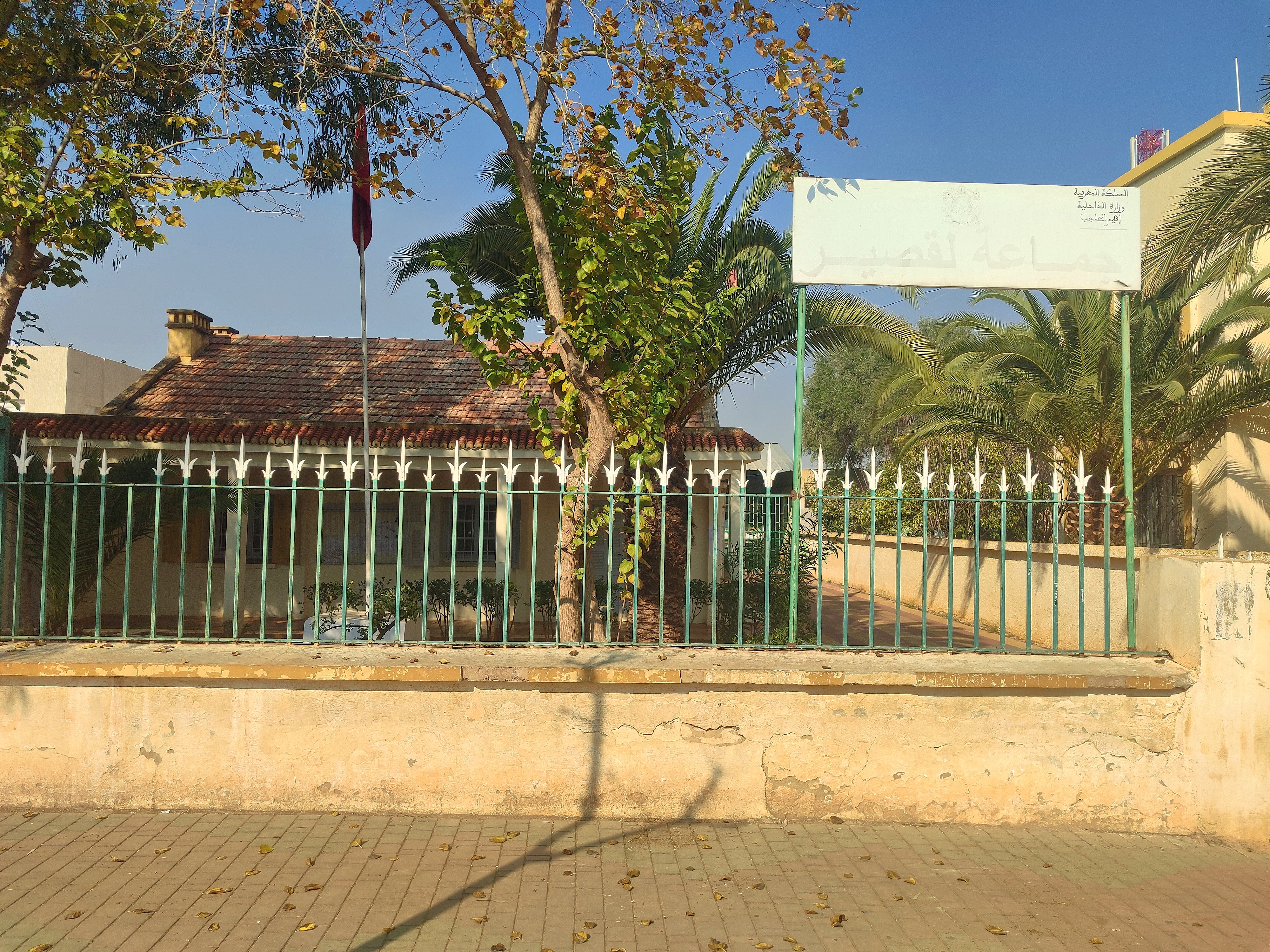
الجماعة الترابية القروية لقصير

لقصير هي قرية مغربية وسط البلاد.تقع لقصير جنوبي مكناس. تنتمي لقصير لإقليم الحاجب، وتضم 29.296 نسمة (حسب الإحصاء الرسمي 2004).

## الفلاحة
تتميز منطقة لقصير بكونها تنتمي الى سهل سايس و تضم مناطق مهمة لزراعة شجر الزيتون على الخصوص

## السياحة
تحاول منطقة لقصير تشجيع السياحة وإبراز التراث اللامادي للمنطقة ، خصوصا و أن المنطقة تتوفر على مناظر طبيعية و عيون مائية مهمة ، ومن بين الفعاليات التي تنظم في هذا الصدد مهرجان " فن التبوريدة" الذي بلغ دورته الرابعة

## المؤسسات التعليمية
تضم جماعة لقصير مجموعة من المدراس العمومية بالسلك الابتدائي و هي:

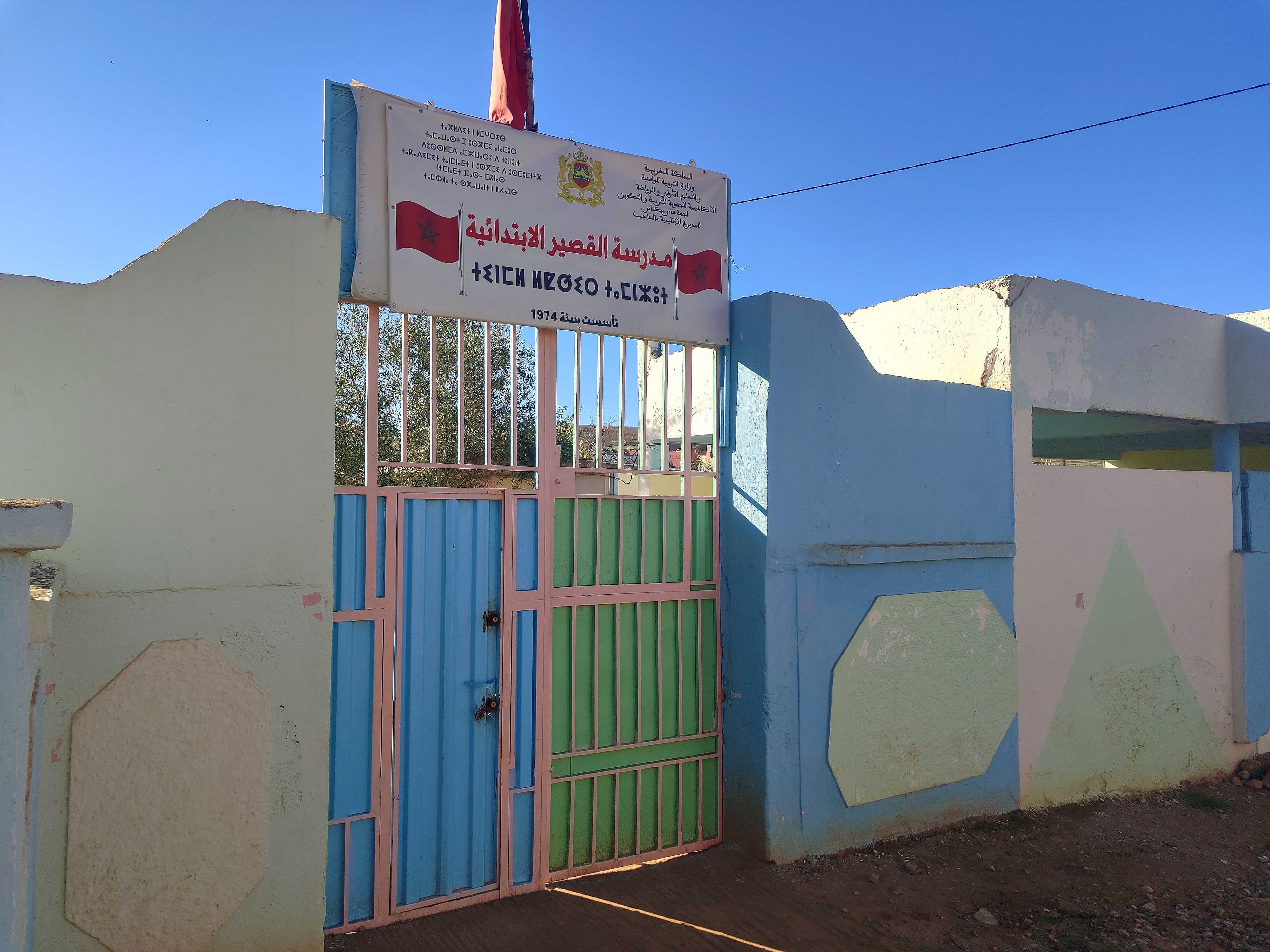
مدرسة لقصير

- مجموعة مدارس تيفريت
- مجموعة مدارس سيدي الشافي
- مجموعة مدارس ايت أو عمرو
- مجموعة مدارس الفجر
- مجموعة مدارس سيدي مبارك
- مجموعة مدارس عين بلوز
- مجموعة مدارس العقبة
- مجموعة مدارس دوار لكرم
- مدرسة القصير

·